# میشل فرنچ
میشل فرنچ (انگلیسی: Michelle French؛ زادهٔ ۲۷ ژانویهٔ ۱۹۷۷) بازیکن سابق و مربی فوتبال اهل ایالات متحده آمریکا است.
از باشگاه‌هایی که در آن بازی کرده‌است می‌توان به واشینگتن فریدام و باشگاه فوتبال زنان سیاتل ساندرز اشاره کرد.
وی به‌همراه تیم ملی فوتبال زنان ایالات متحده آمریکا در بازی‌های المپیک تابستانی ۲۰۰۰ به مدال مدال نقره دست پیدا کرده‌است.